# Aethecerus meridionator
Aethecerus meridionator là một loài tò vò trong họ Ichneumonidae.